# オズ・シリーズの一覧
オズ・シリーズの一覧 (List of Oz books ) は、1900年の『オズの魔法使い』から始まるシリーズ。オズの国の架空の歴史に関連している。作家ライマン・フランク・ボームにより14作品が製作された。これら全てがアメリカ合衆国でパブリックドメインとなっている。生前ボームは「オズ王室歴史研究家」を自称し、オズは実在の国というコンセプトを強調していた。ドロシーやオズマ姫などのキャラクターによるオズでの冒険に関連して不思議な世界が作り上げられる。

## ライマン・フランク・ボームの作品
- 1. 「オズの魔法使い」 （The Wonderful Wizard of Oz）1900年
- 2. 「オズの虹の国」 （The Marvelous Land of Oz） 1904年
- 3. 「オズのオズマ姫」 （Ozma of Oz） 1907年
- 4. 「オズと不思議な地下の国」 （Dorothy and the Wizard in Oz） 1908年
- 5. 「オズへつづく道」 （The Road to Oz）1909年
- 6. 「オズのエメラルドの都」 （The Emerald City of Oz）1910年
- 7. 「オズのつぎはぎ娘」 （The Patchwork Girl of Oz）1913年
- 8. 「オズのチクタク」 （Tik-Tok of Oz） 1914年
- 9. 「オズのかかし」 （The Scarecrow of Oz）1915年
- 10. 「オズのリンキティンク」 （Rinkitink in Oz）1916年
- 11. 「オズの消えたプリンセス」 （The Lost Princess of Oz） 1917年
- 12. 「オズのブリキの木樵り」 （The Tin Woodman of Oz）1918年
- 13. 「オズの魔法くらべ」 （The Magic of Oz）1919年
- 14. 「オズのグリンダ」 （Glinda of Oz）1920年

※以上14冊の和書版タイトルは佐藤高子訳によるハヤカワ文庫版のもの

## ルース・プラムリー・トンプソン（Ruth Plumly Thompson）による続編
- 15. The Royal Book of Oz 1921年
- 16. Kabumpo in Oz 1922年
- 17. The Cowardly Lion of Oz 1923年
- 18. Grampa in Oz 1924年
- 19. The Lost King of Oz 1925年
- 20. The Hungry Tiger of Oz 1926年
- 21. The Gnome King of Oz 1927年
- 22. The Giant Horse of Oz 1928年
- 23. Jack Pumpkinhead of Oz 1929年
- 24. The Yellow Knight of Oz 1930年
- 25. Pirates in Oz 1931年
- 26. The Purple Prince of Oz 1932年
- 27. Ojo in Oz 1933年
- 28. Speedy in Oz 1934年
- 29. The Wishing Horse of Oz 1935年
- 30. Captain Salt in Oz 1936年
- 31. Handy Mandy in Oz 1937年
- 32. The Silver Princess in Oz 1938年
- 33. Ozoplaning with the Wizard of Oz 1939年

## 他の作家による続編
- ジョン・R・ニール（John R. Neill）作
  - 34. The Wonder City of Oz 1940年
  - 35. The Scalawagons of Oz 1941年
  - 36. Lucky Bucky in Oz 1942年
- ジャック・スノウ（Jack Snow）作
  - 37. The Magical Mimics in Oz 1946年
  - 38. The Shaggy Man of Oz 1949年
- レイチェル・R・コスグロース（Rachel R. Cosgrove）作
  - 39. The Hidden Valley of Oz 1951年
- エロイーズ・ジャーヴィス・マグロー、ローレン・マグロー・ワーグナー（Eloise Jarvis McGraw and Lauren McGraw Wagner）作
  - 40. Merry-Go-Round in Oz 1963年